# 杜旃
杜旃（?—?），字仲高。南宋藺谿（今屬浙江金華）人。
杜旗之弟。生卒年均不詳。与其諸弟杜斿、杜旞、杜旝皆有名，字中都有高，故人称“金華五高”。工於詩，《宋百家诗存》录杜旃诗二十首。著有《癖齋小集》一卷、《杜诗发微》一卷等。约宋光宗绍熙中前后在世。陈亮评：“仲高丽句，晏叔原不得擅美。”著有癖斋小集《宋百家诗存》及杜诗发挥，《文献通考》行于世。